# GeForce 900
GeForce 900 Series — семейство графических процессоров NVIDIA, используемых в настольных компьютерах и ноутбуках. Чипы семейства основаны на архитектуре Maxwell второго поколения, которая названа в честь британского ученого физика Джеймса Клерка Максвелла. Первые две модели, GeForce GTX 980 и GeForce GTX 970, были представлены 18 сентября 2014 года.

## Архитектура

### Нововведения архитектуры Maxwell
- Унифицированных шейдерных процессоров : Текстурных блоков : Блоков растеризации
- Скорость заполнения пикселей рассчитывается умножением количества блоков растеризации (англ. Raster Operations Pipeline, ROP) на базовую тактовую частоту ядра.
- Скорость заполнения текстур рассчитывается умножением количества текстурных блоков (англ. Texture Mapping Unit, TMU) на базовую тактовую частоту ядра.
- Производительность в FLOPS одинарной точности (32 бита) равна произведению количества шейдерных процессоров и двух, умноженному на базовую частоту ядра (FP32 ≈ USPs × 2 × GPU Clock speed).
- Производительность в операциях над 64-битными числами для чипов на базе Maxwell составляет 1/32 от его производительности при работе над 32-битными.
- SLI поддерживает подключение до 4 графических процессоров одинаковых карт для конфигурации 4-Way SLI. То есть 4-way SLI включает поддержку 3-way SLI и 2-way SLI, однако двухчиповые карты уже сконфигурированы в 2-way SLI, поэтому они поддерживают 4-way SLI с одинаковыми двухчиповыми картами, но не поддерживает 3 -way SLI.
- В связи с отключением одного или более блока кэша L2/ROP блоков без отключения контроллеров памяти, изначально подключенных к отключенным блокам, память была сегментирована. Для достижения пиковой скорости из одного блока должно производиться чтение, в другой — запись.
- Поддержка технологии вычислений общего назначения CUDA 5.2
- Блоки декодирования NVENC SIP были усовершенствованы, что обеспечило прирост 1.5 — 2 производительности кодировки. Однако стандарт H.265 полностью аппаратно не поддерживается.
- Новое поколение технологии экономии электроэнергии «GC5» поддерживается вторым поколением архитектуры Maxwell.

## Модельный ряд
| Модель              | Дата       | Кодовое имя | Тех- процесс (нм) | Интерфейс    | Объём памяти (Мб) | Конфигурация ядра1 | Частоты    | Частоты             | Частоты       | Пиковая скорость заполнения | Пиковая скорость заполнения | Видеопамять | Видеопамять | Видеопамять | Поддерживаемый API (версия) | Поддерживаемый API (версия) | Поддерживаемый API (версия) | Теоретическая производительность (FMA) (Гигафлопс) | Теоретическая производительность (FMA) (Гигафлопс) | GFLOPS/Вт | TDP (Вт) | Стартовая цена (USD) |
| Модель              | Дата       | Кодовое имя | Тех- процесс (нм) | Интерфейс    | Объём памяти (Мб) | Конфигурация ядра1 | ядро (MHz) | макс. частота (MHz) | память (MT/s) | (гига- пикселей/с)2         | (гига- текселей/с)3         | ПСП (ГБ/с)  | Тип         | Шина (бит)  | DirectX                     | OpenGL                      | OpenCL                      | FP324                                              | FP645                                              | GFLOPS/Вт | TDP (Вт) | Стартовая цена (USD) |
| ------------------- | ---------- | ----------- | ----------------- | ------------ | ----------------- | ------------------ | ---------- | ------------------- | ------------- | --------------------------- | --------------------------- | ----------- | ----------- | ----------- | --------------------------- | --------------------------- | --------------------------- | -------------------------------------------------- | -------------------------------------------------- | --------- | -------- | -------------------- |
| GeForce GTX 950     | 20.08.2015 | GM206       | TSMC 28-нм        | PCIe 3.0 x16 | 2048              | 768:48:32          | 1024       | 1188                | 6610          | 32.7                        | 49.2                        | 106         | GDDR5       | 128         | 12_0                        | 4.5                         | 1.2                         | 1572                                               | 49.1                                               | 17.5      | 90       | $159                 |
| GeForce GTX 960     | 22.01.2015 | GM206       | TSMC 28-нм        | PCIe 3.0 x16 | 2048 4096         | 1024:64:32         | 1127       | 1178                | 7010          | 39.3                        | 72.1                        | 112         | GDDR5       | 128         | 12_0                        | 4.5                         | 1.2                         | 2308                                               | 72.1                                               | 19.2      | 120      | $199                 |
| GeForce GTX 970     | 18.09.2014 | GM204       | TSMC 28-нм        | PCIe 3.0 x16 | 4096              | 1664:104:56        | 1050       | 1178                | 7010          | 54.6                        | 109.2                       | 224         | GDDR5       | 256         | 12_0                        | 4.5                         | 1.2                         | 3494                                               | 109                                                | 24.1      | 145      | $329                 |
| GeForce GTX 980     | 18.09.2014 | GM204       | TSMC 28-нм        | PCIe 3.0 x16 | 4096              | 2048:128:64        | 1126       | 1216                | 7010          | 72.1                        | 144                         | 224         | GDDR5       | 256         | 12_0                        | 4.5                         | 1.2                         | 4612                                               | 144                                                | 28.0      | 165      | $549                 |
| GeForce GTX 980 Ti  | 1.06.2015  | GM200       | TSMC 28-нм        | PCIe 3.0 x16 | 6144              | 2816:176:96        | 1000       | 1076                | 7010          | 96                          | 176                         | 336         | GDDR5       | 384         | 12_0                        | 4.5                         | 1.2                         | 5632                                               | 176                                                | 22.5      | 250      | $649                 |
| GeForce GTX Titan X | 17.05.2015 | GM200       | TSMC 28-нм        | PCIe 3.0 x16 | 12288             | 3072:192:96        | 1000       | 1089                | 7010          | 96                          | 192                         | 336         | GDDR5       | 384         | 12_0                        | 4.5                         | 1.2                         | 6144                                               | 192                                                | 24.6      | 250      | $999                 |